# Polanie (joc video)
Polanie este un joc video de strategie istoric în timp real dezvoltat de MDF și publicat de USER pentru DOS și Microsoft Windows în 1996. O versiune CD îmbunătățită a fost lansată în anul următor.
A fost primul joc RTS polonez și de atunci a fost descris ca un joc idol clasic în Polonia. A fost urmat de jocul Polanie II⁠(d) în 2003. Cel de-al treilea joc planificat, Polanie 3, s-a transformat în cele din urmă într-un RPG de acțiune fără legătură cu primele, Two Worlds (2007). Un remake anulat al originalului a fost în dezvoltare în anii 2010.

## Gameplay
Jocul a oferit 25 de misiuni bazate pe popvestea conducătorului tribal polan fictiv Mirek, care se întoarce dintr-o expediție în orașul său natal doar pentru a-l găsi în ruine. De-a lungul jocului, Mirek va încerca să-și reconstruiască țara, să învingă inamicii și să cucerească noi ținuturi.
Jocul are elemente de fantezie, inclusiv unități de magie și vrăji. Economia jocului se bazează pe o singură resursă, laptele produs de vacile care cutreieră pășunile regenerabile (prin urmare, spre deosebire de alte jocuri, resursele din Polanie nu pot fi niciodată epuizate). Unitățile militare sunt costisitoare de produs, iar bătăliile implică adesea doar câteva unități de fiecare parte.

## Dezvoltare și lansare
Jocul Polanie a fost proiectat de o echipă de câțiva tineri polonezi conduși de Mirosław Dymek și a fost dezvoltat de MDF și lansat de Hurtownia Oprogramowania USER. Când au proiectat jocul, Dymek și echipa de dezvoltatori erau studenți la Academia de Știință și Tehnologie AGH din Cracovia. Ei nu se așteptau să profite de pe urma vânzărilor de jocuri.
Jocul a fost lansat pe dischetă. O ediție îmbunătățită în 1997 a fost lansată pe CD-ROM, adăugând noi misiuni (cinci scenarii noi în plus față de cel din jocul de bază) și noi unități. Jocul a fost lansat în limba poloneză, cehă (ca Osadnici) și germană (ca VICTORY ). Au existat la un moment dat zvonuri despre un mod neoficial în limba engleză numit Slaves pentru versiunea de dischetă a jocului.

## Recepție
Jocul a primit premiul pentru cel mai bun debut în timpul târgului Play-Box din Katowice din 1996. Recenziile au lăudat elemente inovatoare și amuzante, cum ar fi prezența animalelor precum vacile și urșii. Intriga jocului a fost, de asemenea, revizuită pozitiv și descrisă ca interesantă, în special datorită faptului că unele misiuni, în loc de construirea și cucerirea obișnuite, au cerut jucătorului să realizeze obiective specifice, cum ar fi să conducă o vacă la un altar de sacrificiu. Mai mulți recenzori au criticat grafica simplistă și dezamăgitoare. Lipsa suportului pentru multiplayer a fost, de asemenea, criticată.

## Moștenire
În timp ce jocul s-a vândut în doar 6.000 de exemplare, a fost considerat un record surprinzător de bun pentru acea perioadă și loc, iar jocul a fost de atunci descris ca un idol clasic în Polonia. În această țară, jocul a fost comparat frecvent cu succesul internațional Warcraft: Orcs & Humans din 1994 și, în timp ce recenzori au remarcat că nu este strict mai bun, fanii polonezi au apreciat tradiția jocului legându-l de preistoria poloneză și mitologia slavă.
În 2003, a fost lansată o continuare, Polanie II pentru Microsoft Windows. Jocul este de strategie în timp real ca și predecesorul său și a fost distribuit în limba engleză sub titlul KnightShift.
O a doua continuare, Polanie 3 sau KnightShift 2: Curse of Souls, a fost anunțată în 2004. Un demo jucabil era deja disponibil în 2004, cu planuri pentru o lansare în 2005. Urma să fie un joc video de rol, renunțând la rădăcinile sale de strategie în timp real, pentru platformele PC, PlayStation 3 și Xbox 360. Jocul nu a fost niciodată lansat sub acest titlu. Totuși, proiectul s-a dezvoltat într-un joc de rol de acțiune de fantezie înaltă Two Worlds, lansat în 2007, care a avut o continuare, Two Worlds II⁠(d), în 2011. În timp ce echipa de dezvoltatori a urmărit continuitatea jocului până la jocul din 1996, foarte puțini fani și-au dat seama de legătura dintre aceste titluri.
În 2014, a fost anunțat un remake al jocului original pentru Android, iPhone și PC, intitulat provizoriu Polanie Remake, cu o dată de lansare planificată pentru 2016 la cea de-a 20-a aniversare a jocului original. A fost amânat și în cele din urmă anulat în 2018.